# Coupe du Brésil de football 2022
Navigation
Édition précédente Édition suivante
La Coupe du Brésil de football 2022 est la 34e édition de la Coupe du Brésil de football.
La compétition a débuté le 22 février 2022 et s'est terminée le 19 octobre 2022.

## Format
En cas d'égalité, une séance de tirs au but est organisé.
Le premier tour est composé de 80 participants, les 40 vainqueurs participent au deuxième tour, les 20 vainqueurs sont rejoints par 12 équipes de première division pour le troisième tour qui se dispute en match aller et retour. Les vainqueurs du troisième tour participent aux huitièmes de finale, jusqu'à la finale les matchs se déroulent en aller et retour.
Le vainqueur se qualifie pour la Copa Libertadores 2023. 

## Finales
| 12 octobre 2022 | Corinthians | 0 – 0 | Flamengo | Arena Corinthians, São Paulo |  |
|                 |             |       |          |                              |  |

| 19 octobre 2022                                                                                  | Flamengo          | 1 – 1                                                                                    | Corinthians  | Stade Maracanã, Rio de Janeiro |  |
|                                                                                                  | Pedro 6e          | (1 - 0)                                                                                  | 81e Giuliano |                                |  |
| Filipe Luís · David Luiz · Léo Pereira · Éverton Ribeiro · Gabigol · Everton Cebolinha · Rodinei | Tirs au but 6 - 5 | Fábio Santos · Giuliano · Renato Augusto · Fagner · Yuri Alberto · Maycon · Mateus Vital |              |                                |  |

Flamengo remporte sa quatrième Coupe du Brésil.